# Mol (Bélgica)
Mol es una localidad y municipio de la provincia de Amberes en Bélgica. Sus municipios vecinos son Arendonk, Balen, Dessel, Geel, Lommel, Meerhout y Retie, haciendo frontera al norte con los Países Bajos. Tiene una superficie de 114,3 km² y una población en 2018 de 36.544 habitantes, siendo los habitantes en edad laboral el 63% de la población.

## Demografía

### Evolución
Todos los datos históricos relativos al actual municipio, el siguiente gráfico refleja su evolución demográfica.
| Gráfica de evolución demográfica de Mol entre 1846 y 2020 |
|                                                           |

## Localidades
El municipio solo comprende la propia ciudad de Mol, que se divide en los siguientes asentamientos: Mol-Centrum, Mol-Achterbos, Mol-Donk, Mol-Ezaart, Mol-Ginderbuiten, Mol-Gompel, Mol-Heidehuizen, Mol-Millegem, Mol-Postel, Mol-Rauw, Mol-Sluis y Mol-Wezel.

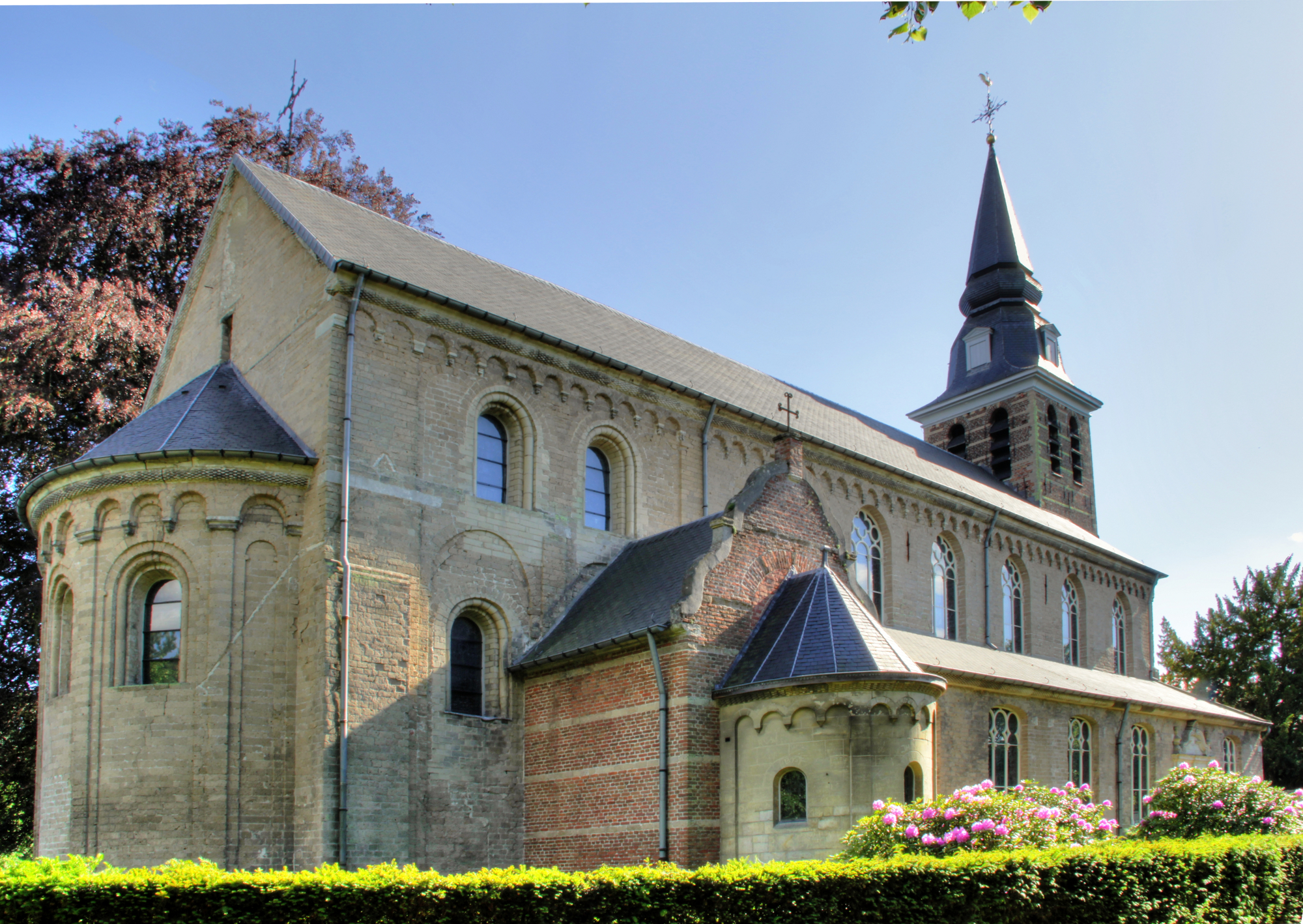
Abadía de Postel.

## Lugares turísticos

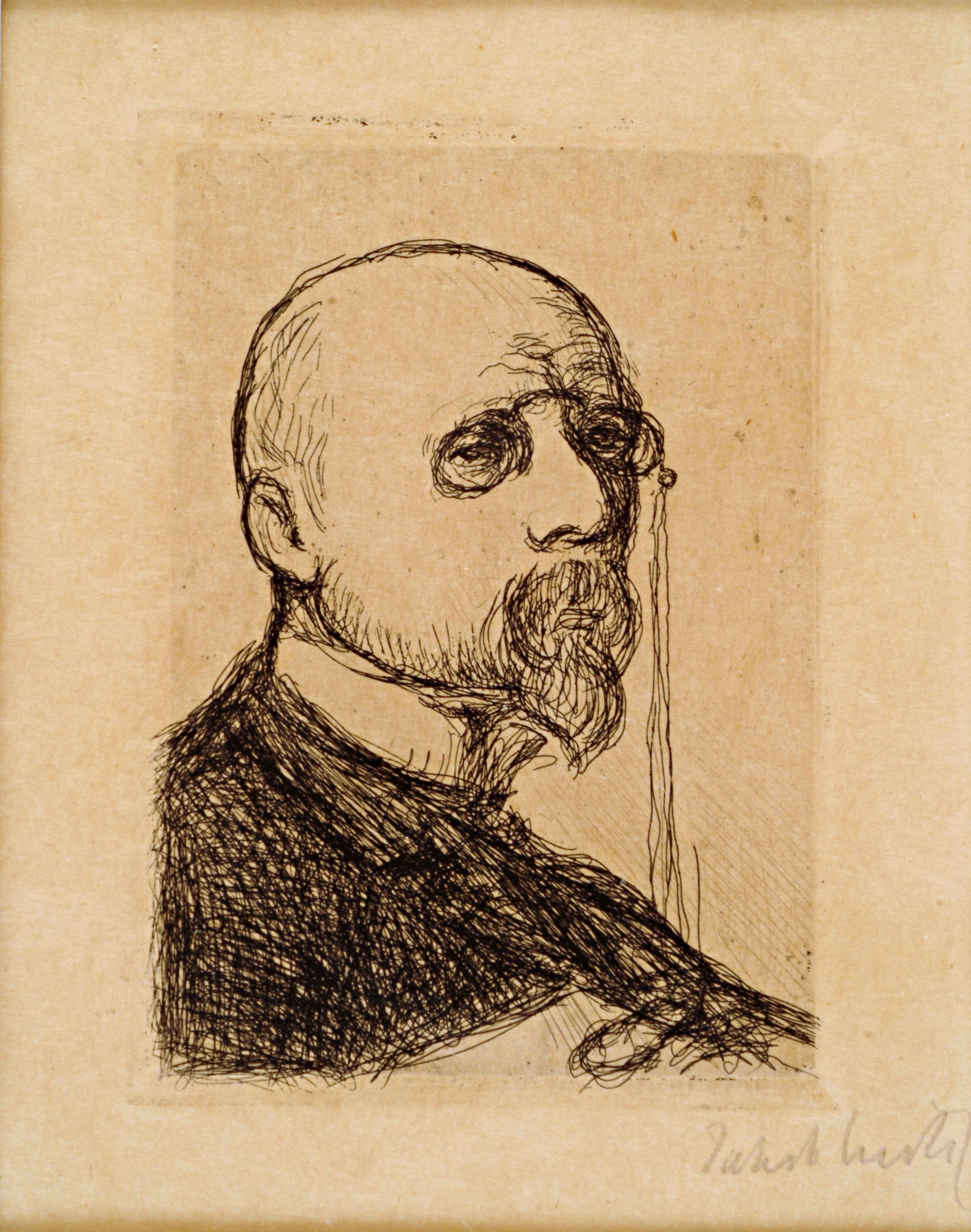
grabado, Jakob Smits, colección Museo Jakob Smits

- Mol es un popular enclave turístico, con una serie de lagos para la práctica del deporte rodeados de bosques. Hay dos lagos principales:

    Lago Zilvermeer, con una playa de arena blanca e instalaciones subacuáticas.
    Lago Zilverstrand, con parques e instalaciones deportivas.
- El museo de "Jakob Smits" expone obras del artista Jakob Smits y otros pintores.
- La Abadía de Postel, en el norte, junto con las 15 capillas construidas por Pater Helsen en 1815 son un monumento protegido.

## Ciudades hermanadas
- Kall, en Alemania.
- Karakara, en Níger.
- Santo Tomás, Chontales (Nicaragua)

## Personas notables de Mol
- Johan Gielen, DJ, Productor.
- Hadise, cantante.
- Tom Boonen, ciclista, campeón del mundo en 2005 y ganador de 7 monumentos.
- Kirsten Flipkens, tenista.
- Guido Van Genechten, autor e ilustrador.
- Wout Faes, futbolista.